# Хејли Кијоко
Хејли Кијоко Алкрофт (енгл. Hayley Kiyoko Alcroft; Лос Анђелес, 3. април 1991) је америчка пјевачица, глумица и плесачица.
Још од часова плеса на које је ишла као дијете, интересовање Хејли за забаву довело је до тога да почне да ради као дјечији модел и глумица. Појавила се у разним филмовима укључујући Скуби Ду! (2009—2010), Кисела фаца (2011), Плава Лгауна: Буђење (2012), Џем и Холограми (2015) и XOXO (2016). Поред њених филмских улога, такође је држала водеће улоге у серији Фостерови (2014) и ЦСИ: Сајбер (2015—16). Кијоко ће такође бити звезда у предстојећој серији "5 бодова", поред Мадисон Петис.
Кијоко је била један од оснивача групе Запањујући 2007. године. Група је објавила низ синглова и наступала на Џастин Биеберовој Мој Свијет Турнеји, прије распуштања 2011. године. Пошто је Кијоко издала три самосталне продукције: Љепотица за памћење (2013), ова Страна Раја (2015) и Цитрин (2016). Након објављивања њеног сингла "Девојке воле девојке", видео који је она самостално режирала и снимила постао је свјетски хит. Следећи синглови укључујући "Слиповер", "Осјећања" и "Радознала" су објављени да прате њен предстојећи дебутски студио албум Очекивања.

## Живот и каријера

### 1991−2007: Младост
Кијоко је рођена 3. априла 1991. године у Лос Анђелесу у Калифорнији. Њени родитељи су глумац и комичар Џејми Алкрофт и умјетничка клизачица и кореограф Сара Кавахара. Њена мајка је из Канаде и јапанског порекла, а њен отац је из Охаја и има њемачко, велсско, енглески и шкотско порекло. Почела је да ради у младости, појављујући се у националним рекламама за разне компаније.Инсистирајући на часовима бубња у 6 години, пише бубањске ноте за нова издања и продаје их у локалној музичкој продавници до 11. године. У осмој години, Кииоко је написао песму под називом "Примјети", коју јој тата још увек позива да пусти.  Била је изабрана за предсједницу своје средње школе и потпредсједника у својој старијој години. Била је именована за комесара за забаву у својој другој години.
Она је створила и кореографирала Тим Степовање за своју школу, која је одобрена као школски клуб под њеним вођством. Тим је освојио треће мјесто на такмичењу 2005.  Након дипломирања, она је прихваћена на Њујоршки универзитет, али је у почетку је одложавала док на крају није у потпуности одустала од школовања због каријере.
Кијоко је откривена у петој години када је са својим пријатељицом отишла на фотографисање. Директор ју је замолио да стане испред камере и тако је завршила у националном штампаном огласу за КновледгеВаре. Никлеодиеон ју је приметио на Кулвер сити клизалишту, а она је завршила са представом и приповиједала кратку песму о деци у спорту под називом "Ја сам Хејли".  Кијоко је наставила да развија своје вјештине у средњим школама, а у седмом разреду, након што је видела евроазијске дјевојке попут себе затражила је агента. Добила је свог трговачког агента и резервисала своју прву аудицију, тврдећи да је глума увек била само нешто што је радила са стране ради лакше зараде новца за колеџ и музичку опрему. Кијоко је створила гаражни бенд ХеЈд, назван по њеном дједу, у новембру 2007, и објавио пет пјесама на МајСпејс-у. Бенд је наступао локално неколико пута и подељен је 2008. године.

### 2007−2011: Почетак каријере и Запањујући
У 2007, Кијоко је упознала бившу поп звијезду Витамин Ц која ју је наговорила да се придружи женској групи. Придружила се Али Гонино, Тинаше, Келси Сандерс (касније замењена са Лорен Худсон) и Марисол Еспарза да формирају групу Запањујући. Шест мјесеци након формирања, група је потписала уговор и објавила је јединствену титулу "Жвакаћа гума". Такође су допринели обради пјесме "Да сазнамо за дечака" до АјКарли саундтрека. Група је 2009. напустила Колумбија Рекордс,  потписала уговор о продукцији са Лионсгејт ентертајнментом и снимила музички видео за свој промо сингл "Мо га имамо", који је објављен 22. фебруара 2010.  По завршетку средње школе 2009. године, Кијоко је глумила у свом првом великом филму, у којем глуми лика Велма Динклеи у Скуби-ду! Мистерија почиње, улогу за коју скоро није ни отишла на аудицију због својг имуџа.  ТВ филм је премијерно приказан 13. септембра 2009. и био је велики успех. То је донело 6,1 милиона гледалаца, што га чини најгледанијим програмом у историји Картун Нетворка-а.  Поновила је улогу у наставку филма, Скуби-До! Проклетство језера Монстер, који је премијерно приказан 16. октобра 2010. године. Наставак је привукао 3,4 милиона гледалаца.  У 2010, Кијоко такође гостовао у четири епизоде Диснеи-ових Визарда из Ваверли Плејса-а у улози Стевие Николса, злобног чаробњака.
Запањујући потписали су у Универсал Рекордс 2010  и објавили свој први сингл "Плешем око истине ". 15Музички спот за песму премијерно је одржан 2. јуна, непосредно прије него што је група најављена као почетни акт на Јустин Биеберовој "Мој свијет турнеју". 16Планиран је комплетан албум,  али је отказан када се група поделила 2011.  Кијоко је започела рад на Дизнијевом филму Кисела фаца у 2010, у главној улози главне улоге бунтовног тинејџерке Стеле Иамаде. Филм је премијерно приказан 15. априла 2011. године са 5,7 милиона гледалаца.  Кијоко је касније гостовала у епизоди "Острво дјевојака скејтера" Диснеи ЕКСД-а Зеке и Лутер који је емитован 23. маја 2011. године. Наставак Киселе фаце је отказан пре претпродукције када је Диснеи објавио изјаву рекавши да су "осећали да је филм испричао цијелу своју причу у оквиру првог филма. "

### 2012−данас: глума, соло деби и очекивања
У фебруару 2012. Кијоко је имала малу улогу у Плава лагуна: Буђење, румејк филма Плава лагуна из 1980. године. Филм је премијерно приказан 16. јуна 2012.  Она је портретирала лика Габија у АБЦ Фамили серији Фостерови, а касније је добила улогу Равена Рамиреза у ЦСИ: Сајбер.  Она је такође приказала Шени у филму Нетфликс серији КСОКСО, који је премијерно приказан у августу 2016. године.
Дана 12. марта 2013. године, Кијоко је објавила свој деби ЕП, Љепотица за памћење.  Албум је делимично био објављен кроз Мусиц ПлеЏ.  Одмах после објављивања, Кијоко је започела писање нове музике у Лондону са британским продуцентом Јамес Фланиганом. Она је објавила путем Фацебоок-а 2014. да је њен нови ЕП завршен и да ће дебитовати песме на емисији касније тог мјесеца. Песме су снимљене у гаражи родитеља у Лос Ангелесу са Фланниганом. Кијоко је такође сарађивала са шведским продуцентом Андерсом Грахном. 
Њен други ЕП, Ова страна раја, објављен је 3. фебруара 2015. 29Музички спот за њен сингл "Дјевојке воле дјевојке" објављен је 24. јуна 2015.  После сурадње видео-албума "Дјевојке воле дјевојке" (који од марта 2018. године има више од 86 милиона прегледа ), Кијоко је преузела пуну директну одговорност за њен следећи музички спот. "Ивица клисуре" је објављен преко Јутјуб Вева у новембру 2015. 32У 2016. издала је сингл "Гравел то Темпо" и њен музички видео из њеног следећег ЕП, Цитрине. ЕП је објављен 30. септембра 2016. путем ЕМПИРЕ и Атлантика. 34Њен трећи потпуно самоуређени музички видео за песму "Једна лоша ноћ" премијерно је приказан преко Виктора 11. октобра 2016. године како би се промовисао ЕП. Нови сингл под називом "Слеповер" објављен је заједно са својим музичким видео снимком 2. марта 2017. године преко БуззФеед-а. После тога, само-режирани музички спот за њен сингл "Осјећања" објављен је 19. октобра 2017. Њен деби студијски албум, Очекивања ће бити објављен 30. марта 2018. 38Трећи сингл "Радознала" објављен је 13. јануара 2018. године, са предкомплетом албума уз његову музичку видео резолуцију Кијоко и Јамес Ларесе, а премијерно је приказан на каналу Тотал Рекуест Ливе. 

## Приватни живот
У интервјуу за магазин Елле, Кијоко најприје говори о својој сексуалној оријентацији, говорећи о себи као геј жени.  Кијоко је рекла да је видео "Гравел то Темпо" заснован на својим искуствима због одрастања на девојчицама.  Даље је говорила о својој сексуалности у чланку за књигу. У том интервјуу, изразила је своје фрустрације због тога што се не повезује са људима онако како она жели. Када су је питали о нечему о себи која нико није знао и плашила се да пева, Кијоко је жељела да пјева о томе да јој се свиђају девојке, али се бори да то не ради. У школским данима, имала је симплатије, и схватила је да јој се свиђају девојке и одрасли се боре са овим осећањима, страхујући од реакције и осуђивања од стране других људи. Жељњла је да инспирише младе људе који се носе са истим проблемима као и она.  Захваљујући својој музици, Кијоко ради на нормализацији лезбејских односа у друштвеној и музичкој индустрији коју она сматра веома хетеронормативном. У интервјуу, рекла је,
"Ако видите две девојке које заљубљују и нормализују то, онда [људи] могу бити као", могу се такођер заљубити. Ја могу бити та особа, могу изгледати тако. Могу добити девојку која изгледа тако . ' Ако то виде, онда могу да верују. Такви смо какви смо. "

## Филмографија
| Година | Назив                  | Улога        | Додатно     |
| ------ | ---------------------- | ------------ | ----------- |
| 2011   | Кисела фаца            | Стела Јамада | ТВ филм     |
| 2012   | Адрифт                 | Џес          | Кратак филм |
| 2014   | Здраво, зовем се Франк | Алиса        |             |
| 2015   | Астрална подмуклост 3  | Меги         |             |
| 2015   | Џем и Холограми        | Аџа          |             |
| 2016   | ЕксОЕксО               | Шани         |             |

## Дискографија
- Очекивања (2018)

## Турнеје
- Ова старна раја (2015)
- Љетња тура (2015)
- Једна лоша ноћ (2016—2017)
- Очекивања (2018)